# Stumpel

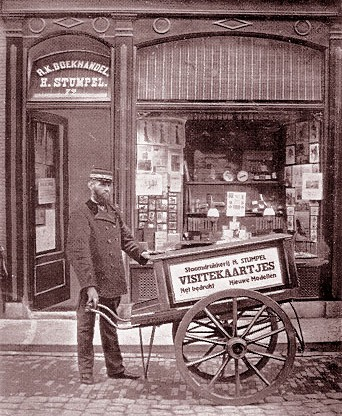
Boekhandel Stumpel in Hoorn, Groote Noord 72, ca. 1910

Stumpel is een Nederlands bedrijf gevestigd in Zwaag, gemeente Hoorn. Naast boek- en kantoorboekhandel is Stumpel grootleverancier van kantoorbenodigdheden. De firma is sinds 2005 hofleverancier.
De familie Stumpel begon in 1880 een boekhandel met drukkerij in Hoorn, beide van katholieke signatuur. In de loop der jaren groeiden beide takken van het bedrijf gestaag. In 1936 kwam de drukkerij met de krant die werd uitgegeven, het Dagblad voor West-Friesland, los te staan van het winkelbedrijf. De boek- en kantoorboekhandel vormde vervolgens de basis voor de huidige groep van winkels in Noord-Holland.
Vestigingen van Stumpel zijn er anno 2010 in Zwaag, Hoorn (twee), Heerhugowaard (twee), Enkhuizen, Heemskerk, Krommenie, Wieringerwerf, Medemblik, Leeuwarden en Almere. In de hoofdvestiging te Zwaag is tevens een showroom voor kantoormachines en meubilair aanwezig.